# Рави, Усама
Усама Рави (род. 3 мая 1939, Багдад) — иракский и британский кинооператор международных фильмов. Лауреат прайм-таймовой премии «Эмми».

## Биография
Усама «Оззи» Рави приехал в Великобританию  ребёнком и учился в школе в Шотландии. Когда он приехал в Лондон, он был нанят рекламными компаниями в качестве так называемого чайного мальчика (тот, кто раздаёт напитки в офисе, на фабрике, в больнице или на другом рабочем месте), а с 1962 года получил кинематографическое образование в качестве младшего помощника по производству. Вскоре он уже работал над рекламными  роликами и короткометражными фильмами, а с 1964 года — кинооператором.
В 1971 году иракец снял свой первый художественный фильм, это был криминальный триллер «Чтиво» с Майклом Кейном в главной роли и в качестве сопродюсера. После этого Рави в течение пяти лет трудился в нескольких британских (позднее также американских, французских и канадских) фильмах.  
Всего через несколько лет Усама Рави оставил развлекательную киноиндустрию и в 1977 году переехал в Канаду, где он работал почти исключительно для рекламы и основал рекламную компанию с двумя канадцами. В 1985 году Рави временно вернулся в кино и снял разочаровывающий критику и зрителей психологический триллер «Кровавый ангел».
В 1994 году он переехал во вторую резиденцию (после Торонто) в Лос-Анджелесе с намерением закрепиться в Голливуде в качестве кинооператора. С конца 1990-х Рави регулярно работает в США. В новом тысячелетии Рави также снял несколько крупномасштабных телевизионных постановок с историческим фоном, таких как «Тюдоры» и «Борджиа».
Рави был женат на британской актрисе Рите Ташингем  с 1981 по 1996 год.